# Massiccio dell'Authion
Il Massiccio dell'Authion è un insieme di vette ravvicinate, parte delle Alpi Marittime, che si trova nel dipartimento delle Alpi Marittime a nord-est del Col di Turini nel Parco nazionale del Mercantour.
Era considerata una posizione strategica dal suo aspetto di fortezza naturale che controllava le valli della Vésubie a ovest e Roja a est, tanto che su di esso si attestò la linea del fronte bellico sia per quattro anni durante la Guerra rivoluzionaria francese dal 1792 al 1796, sia per un anno durante la Seconda guerra mondiale dal 1944 al 1945.

## Classificazione SOIUSA
Secondo la SOIUSA il massiccio fa parte delle Alpi Marittime ed ha la seguente classificazione:
- Grande parte = Alpi Occidentali
- Grande settore = Alpi Sud-occidentali
- Sezione = Alpi Marittime e Prealpi di Nizza
- Sottosezione = Alpi Marittime
- Supergruppo = Gruppo Gelas-Grand Capelet
- gruppo = Costiera Basto-Grand Capelet
- sottogruppo = Nodo dei Tre Comuni
- Codice =  I/A-2.I-A.3.g

## Montagne
Le montagne principali del gruppo sono:
- Pointe des Trois Communes - 2.080 m
- Mille Fourches - 2.042 m
- L'Authion - 1.889 m